# Nealotus tripes
Nealotus tripes és una espècie de peix pertanyent a la família dels gempílids i l'única del gènere Nealotus.

## Descripció
- Pot arribar a fer 25 cm de llargària màxima (normalment, en fa 15).
- Cos molt allargat, comprimit i de color marró negrós amb les aletes dorsal i anal de color marró clar.
- Boca grossa amb dents semblants a ullals.
- El peritoneu i les cavitats bucal i branquial són de color negre.
- 20-21 espines i 16-19 radis tous a l'aleta dorsal i 1 espina i 15-19 radis tous a l'anal.
- 36-38 vèrtebres.[6][7]

## Reproducció
Assoleix la maduresa sexual en arribar als 15 cm de longitud.

## Alimentació
Menja mictòfids i d'altres peixos petits, calamars i crustacis.

## Depredadors
És depredat per la llampuga (Coryphaena hippurus), la bacora (Thunnus alalunga), Alepisaurus ferox (a les illes Hawaii), la tonyina d'aleta groga (Thunnus albacares) i la tonyina d'ulls grossos (Thunnus obesus).

## Hàbitat
És un peix marí, oceànic, d'epipelàgic a mesopelàgic, oceanòdrom i bentopelàgic que viu entre 914 i 1.646 m de fondària i entre les latituds 47°N-35°S i 180°W-180°E. Migra a la superfície durant la nit.

## Distribució geogràfica
Es troba a les aigües tropicals i temperades dels oceans Atlàntic, Índic i Pacífic.

## Observacions
És inofensiu per als humans.